# Nāznāz
Nāznāz (persiska: نازناز) är en ort i Iran.   Den ligger i provinsen Västazarbaijan, i den nordvästra delen av landet, 600 km väster om huvudstaden Teheran. Nāznāz ligger 1 606 meter över havet och antalet invånare är 335.
Terrängen runt Nāznāz är lite bergig. Runt Nāznāz är det ganska tätbefolkat, med 129 invånare per kvadratkilometer. Närmaste större samhälle är Nalīvān, 18,4 km sydväst om Nāznāz. Trakten runt Nāznāz består i huvudsak av gräsmarker.